# 伊朗地震遥测台网
伊朗地震遥测台网（英語：Iran Seismic Telemetry Network），是德黑兰大学地球物理研究所直属的一个遥测地震台网，是伊朗全国的四大地震台网之一，同时亦负责伊朗中西部地区的地震监测和学术研究工作。该台网也是伊朗历史上第一个现代化地震台网。
地处阿拉伯板块和亚欧板块隐没带的伊朗是地震多发的国家，历史上曾多次发生重大地震。伊朗地震遥测台网主要负责伊朗全国地震标准公告和目录的编制，并直接对伊朗中央政府负责。伊朗地震遥测台网使用里氏地震规模（ML）和努特里地震规模（里氏地震规模（MN）作为地震规模的度量标准。
德黑兰大学地球物理研究所在20世纪末期间内逐步建成了覆盖全国的地震监测台站。伊朗地震遥测台网所有的硬件和软件都是从加拿大购买的。该台网装备三分向短周期地震仪，分别组成了10个子台网，覆盖了伊朗的中西部大部分地区。1995年，德黑兰大学地球物理物理研究所最先发起建立了两个子台网。2003年，台网系统的最后一个台网建成，这标志着伊朗地震遥测台网正式投入运行。
伊朗地震遥测台网是伊朗最大的短周期地震台网，该台网还建有一个在线数据库。该数据库除为德黑兰大学的研究工作提供支持外，还向公众提供相关数据。